# Tanni Grey-Thompson
Carys Davina "Tanni" Grey-Thompson, Baronessa Grey-Thompson, DBE, DL, född 26 juli 1969 i Cardiff, är en brittisk parlamentariker, TV-programledare och före detta idrottare inom parasport, med olympiska och världsmästerskapsmedaljer i alla valörer. Hon har också varit kansler för Northumbria University sedan juli 2015.
Grey-Thompson föddes med ryggmärgsbråck och använder rullstol. Hon är en av de mest framgångsrika funktionshindrade idrottarna i Storbritannien. Hon avlade filosofie kandidat-examen vid Loughborough University år 1991 inom politik och social administration.
Hon döptes till Carys Davina Grey, men hennes syster kallade henne för "tiny" när hon såg henne för första gången, vilket ledde till smeknamnet "tanni".
Hennes biografi Seize the Day (fånga dagen) publicerades av Hodder and Stoughton år 2001.